# Heterostegane serrata
Heterostegane serrata är en fjärilsart som beskrevs av Fletcher 1958. Heterostegane serrata ingår i släktet Heterostegane och familjen mätare. Inga underarter finns listade i Catalogue of Life.